# Cambarus scotti
Pour les articles homonymes, voir Scotti.
Espèce
Statut de conservation UICN

 LC  : Préoccupation mineure
Cambarus scotti est une espèce d'écrevisse, appartenant à la famille des Cambaridae. Elle est endémique des États-Unis.